# Anisopteromalus calandrae
Anisopteromalus calandrae is een vliesvleugelig insect uit de familie Pteromalidae. De wetenschappelijke naam is voor het eerst geldig gepubliceerd in 1881 door Howard.